# Шитрит, Кети
Катрин «Кети» Шитрит-Перец (ивр. קְטָרִין שִׁטְרִית-פֶּרֶץ‎, род. 22 января 1960, Касабланка, Касабланка) — израильский политик, депутат Кнессета от Ликуда. Также она занимала эту должность с 2019 по 2022 год.

## Биография
Катрин Перец родилась в Касабланке, Марокко, в семье марокканских евреев. Её семья иммигрировала в Израиль в 1962 году, когда ей было полтора года, и сначала она жила в маабаре в Лоде. Она присоединилась к молодёжному движению Бейтар и получила степень бакалавра политических наук и магистра государственного управления в Университете Бар-Илан, а также получила сертификат учителя в Академическом колледже Бейт Берл. Она работала в школах Бейт-Шемеша и Димоны и основала школу современного танца в Кфар-Саве. Она также возглавляла офис мэра Бейт-Шемеша Даниэля Вакнина в период с 1993 по 2008 год, а затем занимала должность финансового директора города с 2008 по 2010 год, в течение которого она также читала лекции в Университете Бар-Илана и Колледже академических исследований по менеджменту.
Давний активист «Ликуда», Шитрит возглавляла офисы депутатов от «Ликуда» Гидеона Саара и Исраэля Каца, прежде чем стать стратегом мэра Иерусалима Нира Барката. Она заняла тридцать первое место в списке «Ликуда» на выборах в Кнессет 2009 года, но не смогла получить место, поскольку «Ликуд» получил 27 мест. Она была тридцать восьмой в объединённом списке Ликуда и «Наш дом Израиль» на выборах 2013 года, но альянс получил только 31 место. В следующем году она была вынуждена отказаться от своего места в списке (что позволило бы ей пройти в Кнессет в качестве замены уходящему в отставку депутату), поскольку она работала на Каца в Министерстве транспорта. С 2016 по 2019 год она работала советником мэра Иерусалима Нира Барката. К выборам в апреле 2019 года она заняла тридцатое место в списке «Ликуд» и была избрана в Кнессет, так как партия получила 35 мест. Впоследствии она была переизбрана на досрочных выборах в сентябре того же года, а затем снова в 2020 и 2021 годах. Однако она потеряла своё место на выборах 2022 года после того, как заняла тридцать девятое место в списке «Ликуд». Она вернулась в Кнессет 15 февраля 2023 года в качестве замены Мири Регев, которая ушла в отставку в соответствии с Норвежским законом.
Она замужем за Ашером Шитритом, у них трое детей, они проживают в Бейт-Шемеше. Её сын Моше — заместитель мэра города.